# Francisco Ferreira de Albuquerque
Francisco Ferreira de Albuquerque (São Joaquim, 1 de julho de 1864 — Curitibanos, 27 de dezembro de 1917) foi um político brasileiro.
Foi deputado ao Congresso Representativo do Estado de Santa Catarina na 6ª legislatura (1907 — 1909), na 7ª legislatura (1910 — 1912), na 8ª legislatura (1913 — 1915) e na 9ª legislatura (1916 — 1918).
Foi tenente-coronel da Guarda Nacional.